# دنيس جونز
دنيس جونز (بالإنجليزية: Dennis Jones)‏ (14 مايو 1894 في المملكة المتحدة - 7 سبتمبر 1961 في المملكة المتحدة) هو لاعب كرة قدم بريطاني (وحمل سابقاً جنسية المملكة المتحدة لبريطانيا العظمى وأيرلندا) في مركز الوسط. لعب مع ليستر سيتي ونادي ساوثهامبتون وWombwell F.C. ‏ وShirebrook Miners Welfare F.C. ‏ ونادي مانسفيلد تاون وSutton Town A.F.C. ‏.